# Siberut
Die indonesische Insel Siberut ist die größte der westlich vor Sumatra liegenden Mentawai-Inseln.

## Geographie

### Übersicht

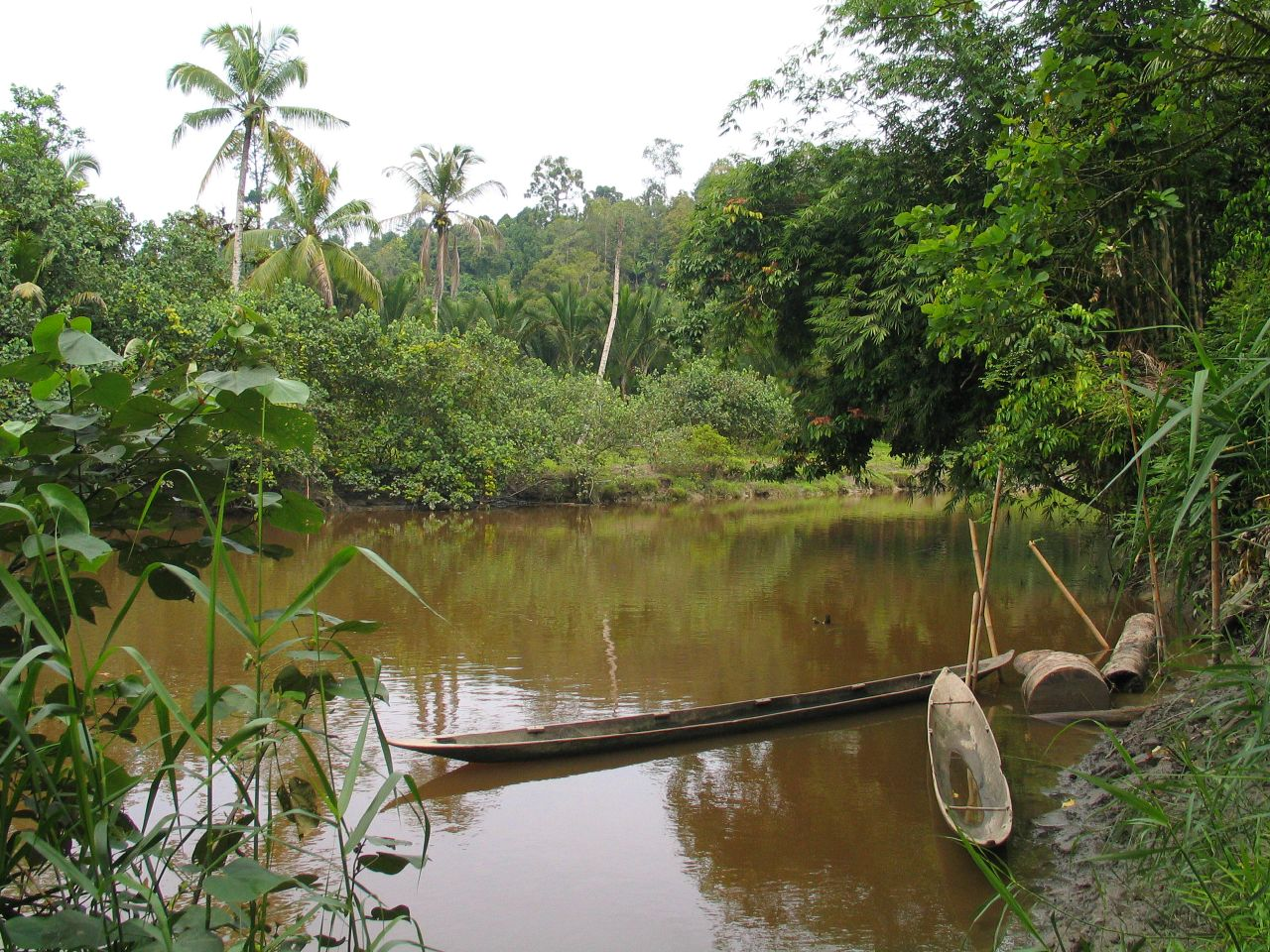
Fluss auf Siberut

Die Insel befindet sich mehr als 140 km vor Sumatra, im Süden liegt die Insel Sipora, im Norden liegen die Batu-Inseln. Siberut ist 3828,5 km² groß und bis zu 384 m hoch. Im Süden sind ihr die in der Bungalaut-Straße gelegenen kleinen Inseln Karamajet und Masokut vorgelagert. Auf Siberut liegt mit Muarasiberut der wichtigste Ort und Hafen der Mentawai-Inseln. Hauptstadt der Inselgruppe ist aber Tua Pejat auf der Nachbarinsel Sipora.
Nach dem Erdbeben im Indischen Ozean vor Sumatra im Jahr 2004 hat die seismische Aktivität unter der Insel stark zugenommen.
Auf Siberut befinden sich die Distrikte (Kecamatan) Südsiberut (Siberut Selatan) und Nordsiberut (Siberut Utara). Sie gehören zum 1999 aus der Inselgruppe gebildeten Regierungsbezirk (Kabupaten) Mentawai-Inseln, der seinerseits Teil der Provinz Westsumatra (Sumatra Barat) ist.

### Fauna
Auf der Insel leben einige endemische Tierarten, darunter der Siberut-Makak, dessen Bestand inzwischen gefährdet ist. Weitere Tierarten sind das Siberut-Gleithörnchen, der Kloss-Gibbon, die Pageh-Stumpfnase und der Siberut-Langur.
Die Insel ist seit 1981 ein von der UNESCO anerkanntes Biosphärenreservat.

## Bevölkerung und Kultur

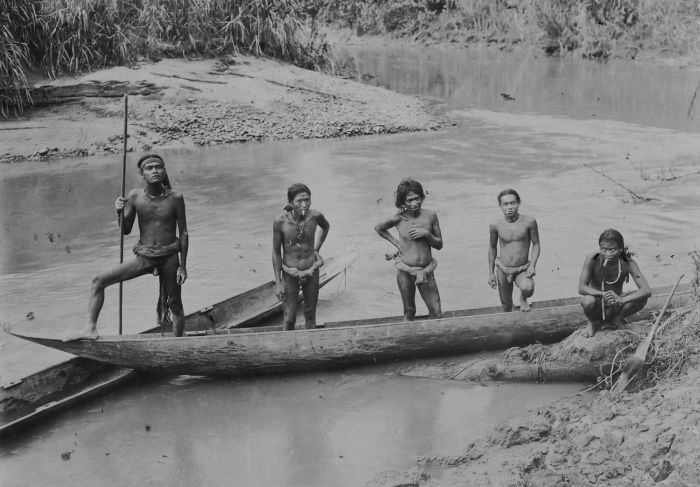
Der traditionelle Lendenschurz der Mentawai, wie hier in der ersten Hälfte des 20. Jh., ist inzwischen weitgehend durch Hosen und T-Shirts ersetzt

Nach der letzten Eiszeit wurden die Insel durch den steigenden Meeresspiegel von Sumatra getrennt. Um 2000 v. Chr. wurde Siberut von Norden aus besiedelt. Die Bewohner unterscheiden sich durch Sprache und Brauchtum von den Bewohnern Sumatras. Noch heute gibt es steinzeitlich lebende Stämme. Der Stamm der Sakuddei, einer Gruppe der Mentawai, lebt in Langhäusern, den Uma. Sie praktizieren einen Geister- und Ahnenkult.
Die Insel hat heute etwa 30.000 Bewohner. Die meisten Bewohner sind Christen.
Die Tuddukat ist eine lokale Schlitztrommel von der Insel.

## Geschichte

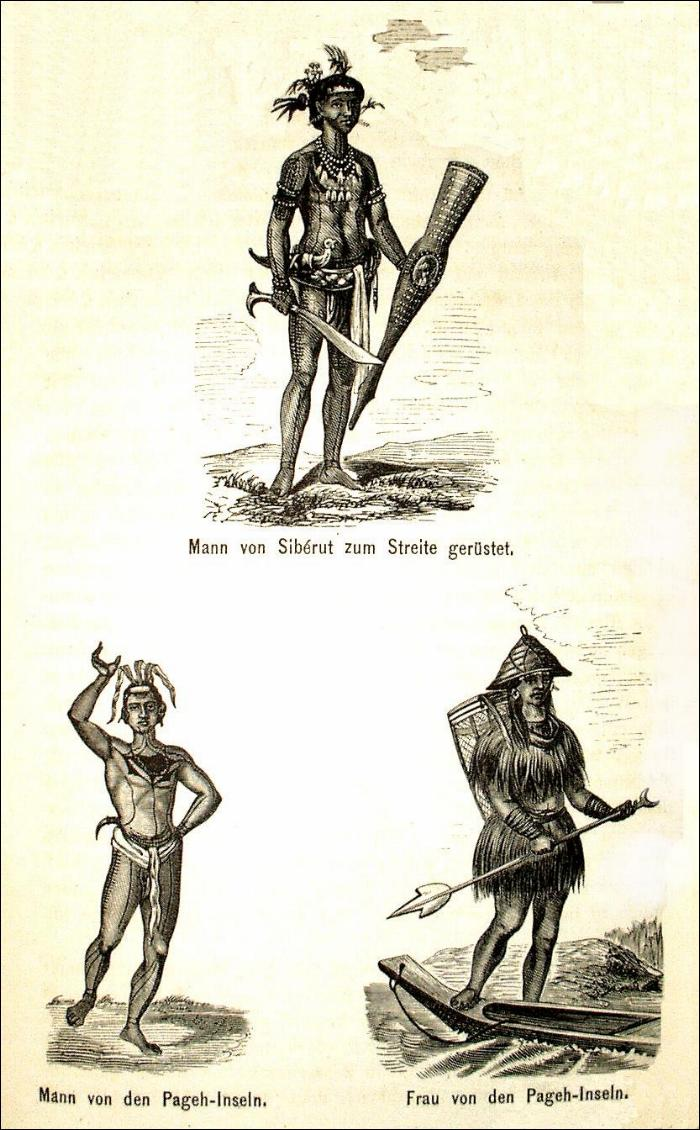
Bewohner der Insel Siberut und der Pagai-Inseln (Rosenberg: Der Malayische Archipel)

1792 erreichte ein Schiff der Britischen Ostindien-Kompanie die Mentawai-Inseln. 1847, 1849 und 1852 bereiste der deutsche Naturforscher Hermann von Rosenberg die Insel. Erst 1864 wurde Siberut Teil von Niederländisch-Ostindien. Im Januar 1899 erforschte ein deutsches Forschungsschiff im Rahmen der Valdivia-Expedition das Meer vor Siberut. 1901 erreichten deutsche Missionare die Mentawai-Inseln. Nach der indonesischen Unabhängigkeit wurde die einheimische, animistische Religion verboten.

## Tourismus
Mitte der 1990er Jahre entdeckten australische Surfer mit den anderen Inseln auch Siberut für das Wellenreiten. Daneben gibt es von Padang aus organisierte Touren zu den Ureinwohnern. Um zu den Inseln zu gelangen, kann von Padang aus die Fähre (12 Stunden) oder das Schnellboot (4–6 Stunden) genutzt werden. Vom Hafen aus gibt es Transfers zu den Flüssen in den Urwald, die mit motorisierten Einbäumen befahren werden.